# The Pallbearer
The Pallbearer is een Amerikaanse romantische komedie uit 1996 van Matt Reeves met in de hoofdrollen onder meer David Schwimmer en Gwyneth Paltrow.

## Verhaal
Tom (David Schwimmer) is 25 en woont nog bij zijn moeder. Op een dag wordt hij benaderd door Ruth Abernathy (Barbara Hershey), de moeder van Bill Abernathy, die Toms beste vriend was op de middelbare school en die zelfmoord heeft gepleegd. Ruth wil dat Tom een grafrede houdt en hoewel Tom zich Bill niet kan herinneren, stemt hij toe. Ondertussen komt ook Julie (Gwyneth Paltrow), op wie Tom in zijn schooltijd heimelijk verliefd was, weer in zijn leven.

## Rolverdeling
| Acteur           | Personage       | Opmerkingen                                             |
| ---------------- | --------------- | ------------------------------------------------------- |
| David Schwimmer  | Tom Thompson    |                                                         |
| Gwyneth Paltrow  | Julie DeMarco   | voormalig schoolgenote van Tom                          |
| Barbara Hershey  | Ruth Abernathy  | moeder van wijlen Bill (voormalig schoolgenoot van Tom) |
| Toni Collette    | Cynthia         | Scotts vriendin                                         |
| Michael Vartan   | Scott           | Cynthia's vriend                                        |
| Carol Kane       | Toms moeder     |                                                         |
| Elizabeth Franz  | tante Lucille   | familie van Ruth                                        |
| Michael Rapaport | Brad Schorr     | vriend van Tom                                          |
| Bitty Schram     | Lauren          | Brads verloofde                                         |
| Mark Margolis    | Phillip DeMarco | Julie's vader                                           |